# A-train (contea di Denton)
L'A-train è il servizio ferroviario suburbano a servizio della contea di Denton, parte della Dallas-Fort Worth Metroplex, nello Stato del Texas. Si compone di un'unica linea, gestita dalla Denton County Transportation Authority, che collega le città di Denton e Carrollton, dove si trova l'interscambio con la rete metrotranviaria DART di Dallas.
I lavori di costruzione della linea iniziarono nel 2009, finanziati per il 20% dalla Denton County Transportation Authority e per il restante 80% dalla North Texas Tollway Authority. Il servizio venne quindi inaugurato il 20 giugno 2011.

## Il servizio
Il servizio della linea è attivo dal lunedì fino al sabato. Dal lunedì al venerdì, con 60 corse, la frequenza varia tra i 20 e i 60 minuti; il sabato le corse sono ridotte a 18, per una frequenza media di 120 minuti.